# Melanargia nacrea
Melanargia nacrea är en fjärilsart som beskrevs av Oliver 1937. Melanargia nacrea ingår i släktet Melanargia och familjen praktfjärilar. Inga underarter finns listade i Catalogue of Life.